# 国鉄セムフ1000形貨車
国鉄セムフ1000形貨車（こくてつセムフ1000がたかしゃ）は、かつて、日本国有鉄道（国鉄）およびその前身である鉄道省等に在籍した15 t積の石炭緩急車である。

## 概要
セムフ1000形は、1940年（昭和15年）から1941年（昭和16年）にかけて135両（セムフ1000 - セムフ1134）が製造された15 t積み石炭緩急車である。製作は日立製作所、若松工場の2か所にて行われ、落成後は全車門司鉄道局へ配置された（後に少数の車両が四国へ移動した）。準戦時型の石炭車として開発され、全鋼式、底開き式である。同時期に製作されたセム6000形に準じた構造を採用して底扉開閉機構の簡素化、自重の軽量化が図られている。底扉開閉機構の簡素化は、レバー式を採用した結果、底扉の開閉方向が線路に対して直角方向になった。自重の軽量化は、台わくを従来の溝形鋼から山形鋼の組み合わせに変更した。しかし無理があったと見え、後に改造を受けている。端的に言えばセム6000形に車掌室を設けた車両であるが、セム6000形に対して全長が100 mmしか延長されなかった。このため、車掌室は長さ0.6 m、高さ1.8 mに丸腰掛1個の最低限の設備であった。
昭和28年度に行われた貨車整備工事により、20両が台枠の改造が行われた。
昭和30年度より昭和31年度にかけて行われた貨車整備工事により、昭和30年度には30両、昭和31年度には67両の合計97両がセフ1形に改造され、本形式を離れた。この結果、当時の残存車の全車両が改造され、1956年（昭和31年）度に形式消滅となった。
車体塗色は黒、寸法関係は全長は6,400 mm、全幅は2,540 mm、全高は2,940 mm、自重は8.8 t - 10.0 t、換算両数は積車2.4、空車1.0であった。